# Synagogue de Chalon-sur-Saône
La synagogue de Chalon-sur-Saône est une synagogue située au 10, rue Germigny à Chalon-sur-Saône dans le département français de Saône-et-Loire. 

## Historique
C'est vers la fin du IXe siècle que la communauté juive de Chalon-sur-Saône est mentionnée pour la première fois, lorsqu'en 829, l'évêque Agobard de Lyon contraint des enfants chalonnais de confession juive de se convertir au catholissisme. Au Xe siècle, il est également fait mention de juifs possédant des champs et des vignobles jusqu'à leurs expulsions en 1306 puis 1394. Entre 1859 et 1871, une communauté originaire d'Alsace Lorraine vient s'établir dans la ville portant au nombre de 19 juifs à  Chalon-sur-Saône en 1941.
La synagogue actuelle est située dans l'ancienne chapelle du couvent des carmélites, édifiée au XVIIe siècle à l'emplacement d'un ancien couvent de Clarisses. Elle fut inaugurée en 1882 par son donateur monsieur Diloff. Endommagée pendant la guerre, elle fut restaurée par monsieur Gerschel.
En 1964, une communauté séfarade s'est établie à de Chalon-sur-Saône rejoignant ainsi la communauté ashkénaze déjà présente dans la ville. La Communauté compte aujourd’hui 21 familles.